# Preolímpico de Concacaf de 1980
El Preolímpico de Concacaf de 1980 fue el torneo clasificatorio de fútbol de América del Norte, América Central y el Caribe para los Juegos Olímpicos de Moscú 1980.
Las selecciones calificadas fueron Costa Rica y Cuba. Este último fue el reemplazo de Estados Unidos ya que este encabezó un boicot político.

## Formato
Los equipos se dividieron por sus zonas geográficas correspondientes, zona de Norteamérica, zona de Centroamérica y zona del Caribe.
Irán avanzando en partidos de eliminación directa a visita recíproca y en caso de empate global, jugarán un tercer encuentro. Los ganadores de cada zona califican a la triangular final donde el primer y segundo lugar califican al evento olímpico de fútbol.

## Equipos participantes
- En cursiva las selecciones que participan por primera vez.

| Equipos participantes | Equipos participantes | Equipos participantes | Equipos participantes |
| --------------------- | --------------------- | --------------------- | --------------------- |
| Antillas Neerlandesas | Barbados              | Bermudas              | Canadá                |
| Costa Rica            | Cuba                  | República Dominicana  | Estados Unidos        |
| Guatemala             | Granada               | Haití                 | Jamaica               |
| México                | Panamá                | El Salvador           | Surinam               |
| Trinidad y Tobago     |                       |                       |                       |

## Zona de Norteamérica

### Primera ronda
| Equipo 1 | Agr. | Equipo 2       | Ida | Vuelta |
| -------- | ---- | -------------- | --- | ------ |
| Bermudas | 8-2  | Canadá         | 3–0 | 5–2    |
| México   | 6-0  | Estados Unidos | 4–0 | 2–0    |

| 1 de abril de 1979 | Bermudas                        | 3:0 (2:0) | Canadá | Estadio Nacional, Hamilton                                      |                                                                 |
|                    | Amory 6' · Bean 12', 87' (pen.) |           |        | Asistencia: 5 500 espectadores Árbitro(s): Tomás Herrera García | Asistencia: 5 500 espectadores Árbitro(s): Tomás Herrera García |

| 27 de mayo de 1979 | Canadá                  | 2:5 (0:1) | Bermudas                                               | Lansdowne Park, Ottawa                                     |                                                            |
|                    | Burke 62' · Sweeney 80' |           | Bean 38', 85' · Brangman 52' · Trott 60' · Astwood 76' | Asistencia: 5 000 espectadores Árbitro(s): Gino D'Ippolito | Asistencia: 5 000 espectadores Árbitro(s): Gino D'Ippolito |

| 23 de mayo de 1979 | México                                                        | 4:0 (2:0) | Estados Unidos | Estadio La Martinica, León                                |                                                           |
|                    | Sepúlveda 17' · Mendoza 20' · Rivera 77' · Morrone 81' (a.g.) |           |                | Asistencia: 13 000 espectadores Árbitro(s): Willie Taylor | Asistencia: 13 000 espectadores Árbitro(s): Willie Taylor |

| 3 de junio de 1979 | Estados Unidos | 0:2 (0:1) | México                 | Giants Stadium, East Rutherford                           |                                                           |
|                    |                |           | Herrera 39' · Lira 53' | Asistencia: 13 000 espectadores Árbitro(s): Rómulo Méndez | Asistencia: 13 000 espectadores Árbitro(s): Rómulo Méndez |

### Segunda ronda
| Equipo 1 | Agr. | Equipo 2       | Ida | Vuelta |
| -------- | ---- | -------------- | --- | ------ |
| Bermudas | 0-8  | Estados Unidos | 0–3 | 0–5    |

| 2 de diciembre de 1979 | Bermudas | 0:3 (0:1) | Estados Unidos                        | Estadio Nacional, Hamilton |                           |
|                        |          |           | Pesa 10' · Davis 68' · DiBernardo 77' | Árbitro(s): Rómulo Méndez  | Árbitro(s): Rómulo Méndez |

| 6 de diciembre de 1979 | Estados Unidos                            | 5:0 | Bermudas | Lockhart Stadium, Fort Lauderdale                               |                                                                 |
|                        | Villa · L. Nanchoff · G. Nanchoff · Davis |     |          | Asistencia: 1 500 espectadores Árbitro(s): Tomás Herrera García | Asistencia: 1 500 espectadores Árbitro(s): Tomás Herrera García |

## Zona de Centroamérica

### Primera ronda
| Equipo 1   | Agr. | Equipo 2    | Ida | Vuelta |
| ---------- | ---- | ----------- | --- | ------ |
| Guatemala  | 2-1  | El Salvador | 2–0 | 0–1    |
| Costa Rica | 6-0  | Panamá      | 4–0 | 2–0    |

| 13 de mayo de 1979 | Guatemala                     | 2:0 (1:0) | El Salvador | Estadio Mateo Flores, Ciudad de Guatemala                               |                                                                         |
|                    | De la Roca 34' · Paniagua 52' |           |             | Asistencia: 20 000 espectadores Árbitro(s): Luis Paulino Siles Calderón | Asistencia: 20 000 espectadores Árbitro(s): Luis Paulino Siles Calderón |

| 20 de mayo de 1979 | El Salvador | 1:0 (1:0) | Guatemala | Estadio Flor Blanca, San Salvador                                |                                                                  |
|                    | Cordero 30' |           |           | Asistencia: 12 000 espectadores Árbitro(s): Marcel Pérez Guevara | Asistencia: 12 000 espectadores Árbitro(s): Marcel Pérez Guevara |

| 22 de mayo de 1979 | Costa Rica                         | 4:0 (2:0) | Panamá | Estadio Ricardo Saprissa, San José                       |                                                          |
|                    | Gutiérrez 8', 37' · Ulate 77', 85' |           |        | Asistencia: 6 987 espectadores Árbitro(s): Jorge Narváez | Asistencia: 6 987 espectadores Árbitro(s): Jorge Narváez |

| 25 de mayo de 1979 | Panamá | 0:2 (0:2) | Costa Rica                | Estadio Nacional, San José                             |                                                        |
|                    |        |           | Gutiérrez 18' · Ulate 32' | Asistencia: 3 797 espectadores Árbitro(s): David Socha | Asistencia: 3 797 espectadores Árbitro(s): David Socha |

### Segunda ronda
| Equipo 1   | Agr. | Equipo 2  | Ida | Vuelta | 3er partido |
| ---------- | ---- | --------- | --- | ------ | ----------- |
| Costa Rica | 3-2  | Guatemala | 1–2 | 1–0    | 1–0         |

| 25 de julio de 1979 | Costa Rica | 1:2 (0:0) | Guatemala       | Estadio Nacional, San José                                          |                                                                     |
|                     | Ulate 55'  |           | Valdez 69', 80' | Asistencia: 11 846 espectadores Árbitro(s): Antonio Márquez Ramírez | Asistencia: 11 846 espectadores Árbitro(s): Antonio Márquez Ramírez |

| 5 de agosto de 1979 | Guatemala | 0:1 (0:1) | Costa Rica  | Estadio Mateo Flores, Ciudad de Guatemala                        |                                                                  |
|                     |           |           | Álvarez 20' | Asistencia: 45 123 espectadores Árbitro(s): Marcel Pérez Guevara | Asistencia: 45 123 espectadores Árbitro(s): Marcel Pérez Guevara |

| 26 de agosto de 1979 | Costa Rica  | 1:0 (0:0) | Guatemala | Estadio Cuscatlán, San Salvador                                  |                                                                  |
|                      | Montero 83' |           |           | Asistencia: 24 839 espectadores Árbitro(s): Tomás Herrera García | Asistencia: 24 839 espectadores Árbitro(s): Tomás Herrera García |

## Zona del Caribe

### Ronda preliminar
| Equipo 1 | Agr. | Equipo 2 | Ida | Vuelta |
| -------- | ---- | -------- | --- | ------ |
| Barbados | w.o. | Granada  | -   | -      |

### Primera ronda
| Equipo 1              | Agr. | Equipo 2             | Ida | Vuelta |
| --------------------- | ---- | -------------------- | --- | ------ |
| Haití                 | 6-2  | República Dominicana | 3–2 | 3–0    |
| Antillas Neerlandesas | 3-9  | Trinidad y Tobago    | 2–3 | 1–6    |
| Barbados              | 2–7  | Surinam              | 1–2 | 1–5    |
| Jamaica               | 0-5  | Cuba                 | 0–3 | 0–2    |

| 5 de abril de 1979 | Haití                       | 3:2 (2:2) | República Dominicana    | Estadio Sylvio Cator, Puerto Príncipe                  |                                                        |
|                    | Romulus 17' · Bobo · Brévil |           | Gómez 5' · Trinidad 32' | Asistencia: 15 000 espectadores Árbitro(s): Ilio Matos | Asistencia: 15 000 espectadores Árbitro(s): Ilio Matos |

| 7 de abril de 1979 | República Dominicana | 0:3 (0:1) | Haití                                            | Estadio Sylvio Cator, Puerto Príncipe |                        |
|                    |                      |           | Romulus 36' (pen.) · Louis 75' · Bobo 85' (pen.) | Árbitro(s): Ilio Matos                | Árbitro(s): Ilio Matos |

| 5 de mayo de 1979 | Antillas Neerlandesas             | 2:3 (1:2) | Trinidad y Tobago                                     | Wilhelmina Stadion, Oranjestad |                            |
|                   | Helder 39' · Zimmerman 78' (pen.) |           | Charles 25' · Neptune 35' (pen.) · Celaire 73' (a.g.) | Árbitro(s): George Douglas     | Árbitro(s): George Douglas |

| 20 de mayo de 1979 | Trinidad y Tobago                      | 6:1 (4:0) | Antillas Neerlandesas | Skinner Park, San Fernando        |                                   |
|                    | Charles · Frederick · Neptune · Murrel |           | Pierre ?' (a.g.)      | Árbitro(s): Glenn Imro Kranenburg | Árbitro(s): Glenn Imro Kranenburg |

| 6 de mayo de 1979 | Barbados   | 1:2 (1:1) | Surinam                   | Estadio Nacional, Bridgetown                              |                                                           |
|                   | Hewitt 30' |           | Steward 40' · Eduards 67' | Asistencia: 2 5000 espectadores Árbitro(s): Osmond Downer | Asistencia: 2 5000 espectadores Árbitro(s): Osmond Downer |

| 20 de mayo de 1979 | Surinam                                                               | 5:1 (3:1) | Barbados     | Estadio Nacional, Paramaribo                           |                                                        |
|                    | Smith 3' (a.g.) · Rigters 15' · Steward 40' · George 58' · Garden 89' |           | Bascombe 30' | Asistencia: 10 000 espectadores Árbitro(s): Felix Gray | Asistencia: 10 000 espectadores Árbitro(s): Felix Gray |

| 13 de mayo de 1979 | Jamaica | 0:3 (0:1) | Cuba                | Independence Park, Kingston |  |
|                    |         |           | Núñez 23', 65', 84' |                             |  |

| 27 de mayo de 1979 | Cuba                   | 2:0 (2:0) | Jamaica | Estadio Pedro Marrero, La Habana |                      |
|                    | Delgado 5' · Núñez 23' |           |         | Árbitro(s): Stidence             | Árbitro(s): Stidence |

### Segunda ronda
| Equipo 1          | Agr. | Equipo 2 | Ida | Vuelta | 3er partido |
| ----------------- | ---- | -------- | --- | ------ | ----------- |
| Cuba              | 0-1  | Haití    | 0–1 | 0–0    | -           |
| Trinidad y Tobago | 3-5  | Surinam  | 2–0 | 1–3    | 0–2         |

| 5 de agosto de 1979 | Cuba | 0:1 (0:1) | Haití      | Estadio Pedro Marrero, La Habana                        |                                                         |
|                     |      |           | Brévil 17' | Asistencia: 40 000 espectadores Árbitro(s): David Socha | Asistencia: 40 000 espectadores Árbitro(s): David Socha |

| 18 de agosto de 1979 | Haití | 0:0 | Cuba | Estadio Sylvio Cator, Puerto Príncipe |  |

| 11 de agosto de 1979 | Trinidad y Tobago      | 2:0 (2:0) | Surinam | Skinner Park, San Fernando |  |
|                      | Desconocido/s 15', 40' |           |         |                            |  |

| 26 de agosto de 1979 | Surinam                        | 3:1 (3:0) | Trinidad y Tobago | Estadio Nacional, Paramaribo |                          |
|                      | Rigters 15', 24' · Entingh 30' |           | Mike 65'          | Árbitro(s): Hubert Tromp     | Árbitro(s): Hubert Tromp |

| 30 de septiembre de 1979 | Surinam          | 2:0 | Trinidad y Tobago | Bourda, Georgetown |  |
|                          | George · Rigters |     |                   |                    |  |

### Tercera ronda
| Equipo 1 | Agr. | Equipo 2 | Ida | Vuelta | 3er partido |
| -------- | ---- | -------- | --- | ------ | ----------- |
| Haití    | 2-4  | Surinam  | 2–0 | 0–2    | 0–2         |

| 7 de diciembre de 1979 | Haití                  | 2:0 (2:0) | Surinam | Estadio Sylvio Cator, Puerto Príncipe                             |                                                                   |
|                        | Romulus 5' · Mathelier |           |         | Asistencia: 20 000 espectadores Árbitro(s): Carl Halford Belnavis | Asistencia: 20 000 espectadores Árbitro(s): Carl Halford Belnavis |

| 14 de diciembre de 1979 | Surinam                           | 2:0 (1:0) | Haití | Estadio Nacional, Paramaribo            |                                         |
|                         | Rustenberg 10' (pen.) · Nelom 75' |           |       | Árbitro(s): Luis Paulino Siles Calderón | Árbitro(s): Luis Paulino Siles Calderón |

| 12 de enero de 1980, 15:30 | Surinam | 2:0 | Haití | Queen's Park Oval, Puerto España |  |

## Ronda final
| Equipo         | Pts. | PJ | PG | PE | PP | GF | GC | Dif |
| -------------- | ---- | -- | -- | -- | -- | -- | -- | --- |
| Costa Rica     | 5    | 4  | 2  | 1  | 1  | 7  | 6  | 1   |
| Estados Unidos | 5    | 4  | 2  | 1  | 1  | 6  | 6  | 0   |
| Surinam        | 2    | 4  | 1  | 0  | 3  | 9  | 10 | -1  |

| 12 de marzo de 1980 | Costa Rica                  | 3:2 (2:2) | Surinam                  | Estadio Nacional, San José                             |                                                        |
|                     | Jiménez 4', 24', 51' (pen.) |           | Fransman 39' · Voorn 42' | Asistencia: 11 787 espectadores Árbitro(s): Ilio Matos | Asistencia: 11 787 espectadores Árbitro(s): Ilio Matos |

| 16 de marzo de 1980 | Estados Unidos               | 2:1 (1:1) | Surinam   | Tangerine Bowl, Orlando                                |                                                        |
|                     | Ebert 24' · Van der Beck 71' |           | Voorn 22' | Asistencia: 500 espectadores Árbitro(s): Rómulo Méndez | Asistencia: 500 espectadores Árbitro(s): Rómulo Méndez |

| 20 de marzo de 1980 | Costa Rica | 0:1 (0:1) | Estados Unidos | Estadio Nacional, San José                                          |                                                                     |
|                     |            |           | Ebert 36'      | Asistencia: 14 102 espectadores Árbitro(s): Antonio Márquez Ramírez | Asistencia: 14 102 espectadores Árbitro(s): Antonio Márquez Ramírez |

| 25 de marzo de 1980 | Estados Unidos | 1:1 (1:0) | Costa Rica   | Cougar Field, Edwardsville                                        |                                                                   |
|                     | Ebert 25'      |           | Toppings 71' | Asistencia: 3 000 espectadores Árbitro(s): Marco Antonio Dorantes | Asistencia: 3 000 espectadores Árbitro(s): Marco Antonio Dorantes |

| 30 de marzo de 1980 | Surinam                              | 2:3 (0:2) | Costa Rica                 | Estadio Nacional, Paramaribo                             |                                                          |
|                     | Rustenberg 51' (pen.) · Stjeward 60' |           | White 36', 86' · Mills 41' | Asistencia: 15 000 espectadores Árbitro(s): Hubert Tromp | Asistencia: 15 000 espectadores Árbitro(s): Hubert Tromp |

| 2 de abril de 1980 | Surinam                           | 4:2 | Estados Unidos | Estadio Nacional, Paramaribo                              |                                                           |
|                    | George · Entingh ?', ?' · Rigters |     | Pesa · Gee     | Asistencia: 3 500 espectadores Árbitro(s): Leonel de Boer | Asistencia: 3 500 espectadores Árbitro(s): Leonel de Boer |

|                                |
| Bandera de Costa Rica          |
| Campeón Costa Rica 1.er título |

## Calificados
| Bandera de Costa Rica | Bandera de Cuba |
| Costa Rica            | Cuba            |
| 1.° puesto            | Invitado        |

## Estadísticas
| Pos. | Equipo                | Pts | PJ | PG | PE | PP | GF | GC | Dif. | Rend. |
| ---- | --------------------- | --- | -- | -- | -- | -- | -- | -- | ---- | ----- |
| 1    | Costa Rica            | 13  | 9  | 6  | 1  | 2  | 16 | 8  | 8    | 72.2% |
| 2    | Estados Unidos        | 9   | 8  | 4  | 1  | 3  | 14 | 12 | 2    | 56.3% |
| 3    | Surinam               | 14  | 12 | 7  | 0  | 5  | 25 | 17 | 8    | 58.3% |
| 4    | Haití                 | 9   | 7  | 4  | 1  | 2  | 9  | 6  | 3    | 64.3% |
| 5    | Trinidad y Tobago     | 6   | 5  | 3  | 0  | 2  | 12 | 8  | 4    | 60%   |
| 6    | Cuba                  | 5   | 4  | 2  | 1  | 1  | 5  | 1  | 4    | 62.5% |
| 7    | México                | 4   | 2  | 2  | 0  | 0  | 6  | 0  | 6    | 100%  |
| 8    | Guatemala             | 4   | 5  | 2  | 0  | 3  | 4  | 4  | 0    | 40%   |
| 9    | Bermudas              | 4   | 4  | 2  | 0  | 2  | 8  | 10 | -2   | 50%   |
| 10   | El Salvador           | 2   | 2  | 1  | 0  | 1  | 1  | 2  | -1   | 50%   |
| 11   | República Dominicana  | 0   | 2  | 0  | 0  | 2  | 2  | 6  | -4   | 0%    |
| 12   | Barbados              | 0   | 2  | 0  | 0  | 2  | 2  | 7  | -5   | 0%    |
| 13   | Jamaica               | 0   | 2  | 0  | 0  | 2  | 0  | 5  | -5   | 0%    |
| 14   | Antillas Neerlandesas | 0   | 2  | 0  | 0  | 2  | 3  | 9  | -6   | 0%    |
| 15   | Canadá                | 0   | 2  | 0  | 0  | 2  | 2  | 8  | -6   | 0%    |
| 16   | Panamá                | 0   | 2  | 0  | 0  | 2  | 0  | 6  | -6   | 0%    |